# شری لانسینگ
شری لانسینگ (انگلیسی: Sherry Lansing؛ زادهٔ ۳۱ ژوئیهٔ ۱۹۴۴) یک هنرپیشه، و تهیه‌کننده اهل ایالات متحده آمریکا است. وی بین سال‌های ۱۹۶۸ تا ۲۰۰۸ میلادی فعالیت می‌کرد.